# Judería de Oviedo
La Judería de Oviedo es una zona del casco histórico de la ciudad de Oviedo, capital del Principado de Asturias (España), zona la cual fue el lugar donde habitó la comunidad sefardita de Oviedo. Se encuentra en la Red de Juderías de España.

## Historia
Los judíos llegaron al antiguo Reino de Asturias en el siglo XI, aunque no es hasta el XIII cuando surge una comunidad judía estable en la ciudad de Oviedo, coincidiendo con el reinado de Fernando III. Hasta entonces se encontraban repartidos por el resto de la urbe. Por ley se establecieron, como solía ser habitual, dentro de la antigua muralla. Su actividad principal eran los oficios y el prestamismo, actividad que sólo podían llevar a cabo en la noche. Se permitían no obstante las casas extramuros. El obispo Gutierre de Toledo fue especialmente duro con la comunidad judía, pues dictó la excomunión de quien participase en ritos judíos (bodas o entierros). 

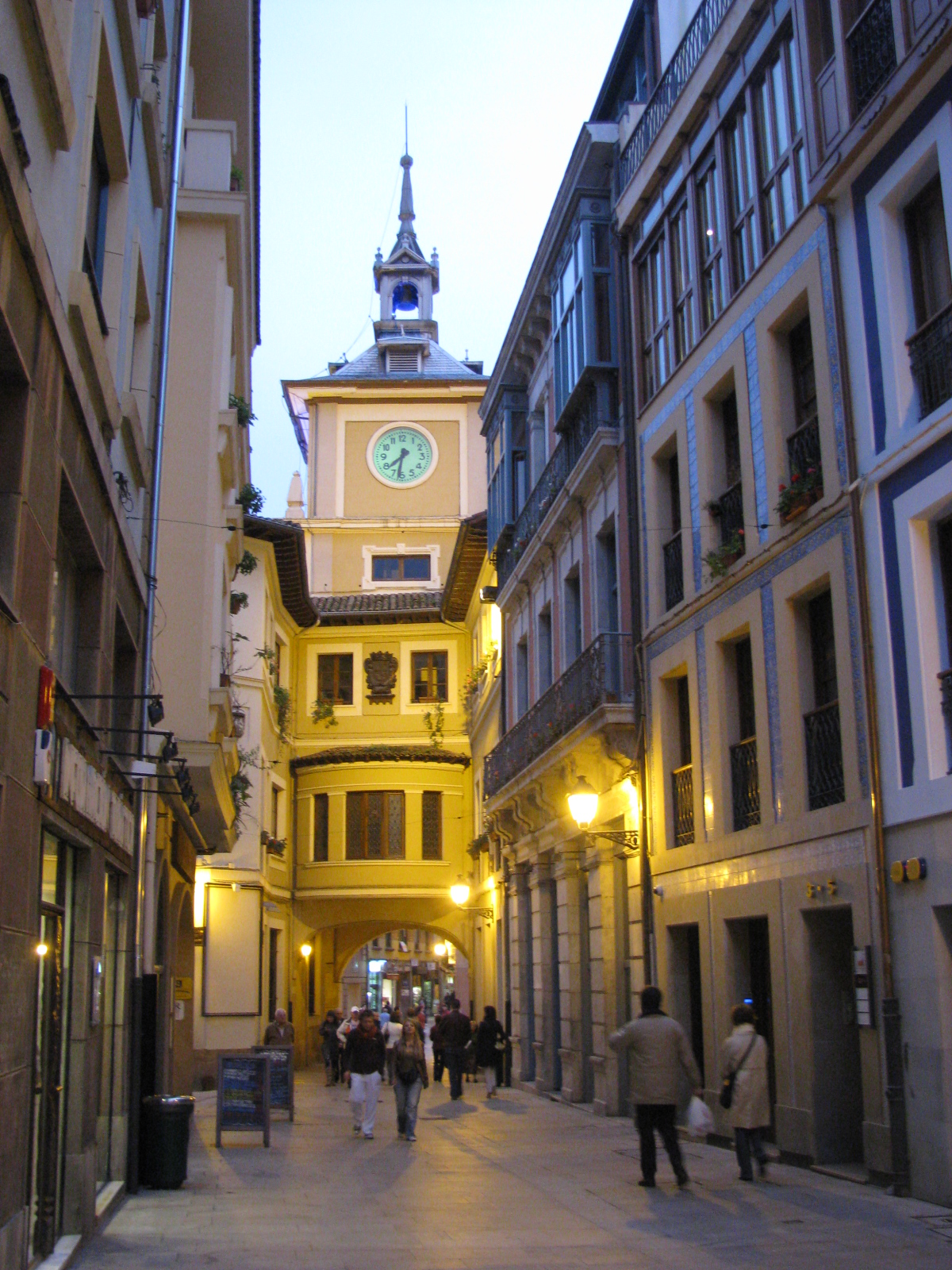
Calle de Cimadevilla, junto a una de las antiguas puertas de la muralla ovetense

### Ubicaciones
El cementerio judío se encontraba cerca del Convento de Santa Clara, en el actual Teatro Campoamor. Esta zona, conocida como Huerto de los Judíos, fue incautado en 1492, dando lugar a varios pleitos. Las viviendas de los sefarditas se ubicaban entre las puertas del Castillo y Socastiello, en la zona de la Plaza Porlier. También la plaza de Trascorrales, calle de Cimadevilla y El Fontán. Existieron hasta dos sinagogas, pero no se conservan restos materiales de la judería. En la capilla de La Balesquida, frente a la Catedral, se aprecian unas tijeras, homenaje a los sastres judíos. En 1492 fueron expulsados siguiendo las directrices de la Corona. 

### Judíos asturianos
Entre los miembros de la comunidad conversa judía estaban Pedro Menéndez de Avilés, adelantado de La Florida y fundador de la ciudad de San Agustín.